# دير أبي سعيد (إربد)
دير أبي سعيد مدينة أردنية تقع في محافظة إربد، على بعد 25 كم جنوب غربي مدينة إربد.
تقع مدينة دير أبي سعيد في محافظة أربد، وترتفع عن سطح البحر حوالي 350م، ويبلغ عدد سكانها حوالي عشرون ألف نسمة.

## تاريخها
تعتبر المدينة ذات قيمة تاريخية كبيرة بالنسبة لتاريخ الأردن القديم والحديث، حيث تشكلت فيها إحدى حكومات الحكم الذاتي بعد سقوط الدولة العثمانية بقيادة الشيخ كليب اليوسف الشريدة.

## التسمية
يعود أصل تسمية دير ابي سعيد إلى راهب مسيحي كان اسمه (أبي سعيد)، وكانت فيها كنيسة قديمة وجدت بقايا آثارها أسفل (المسجد الكبير) الذي يقع في وسط البلد.

## معرض الصور

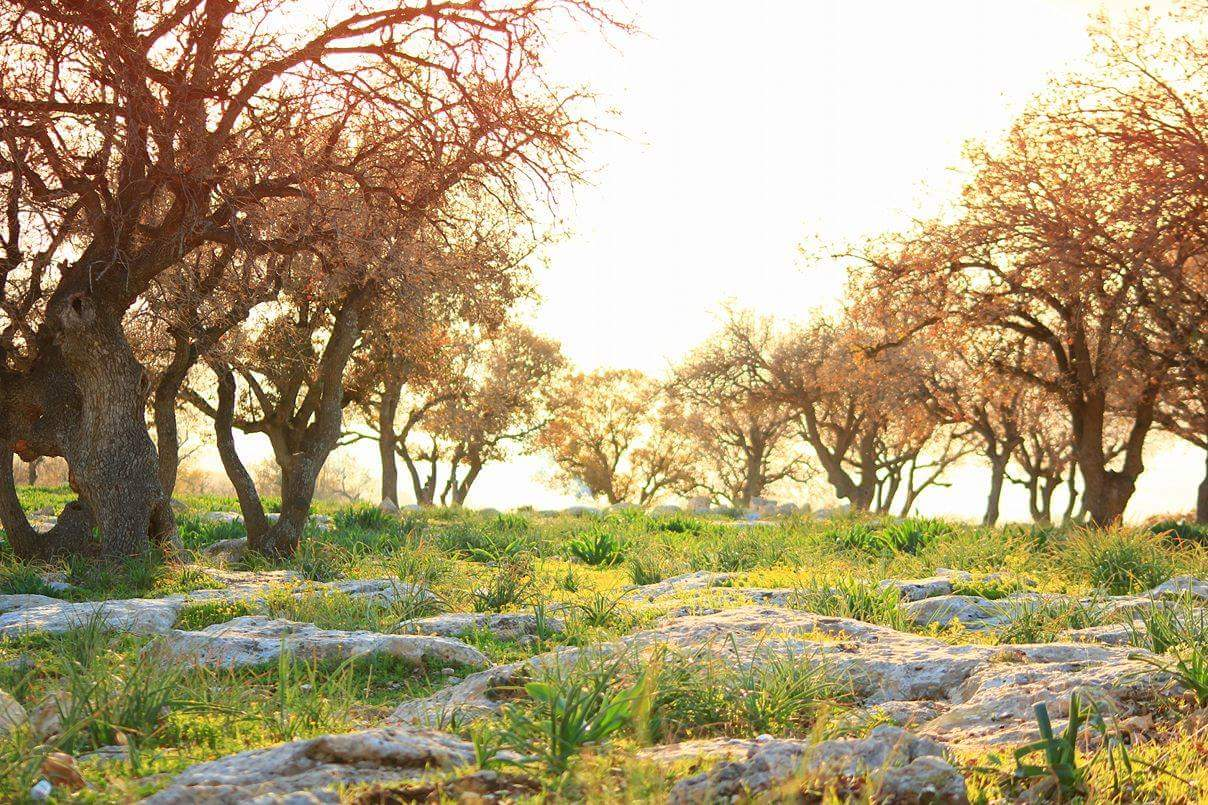
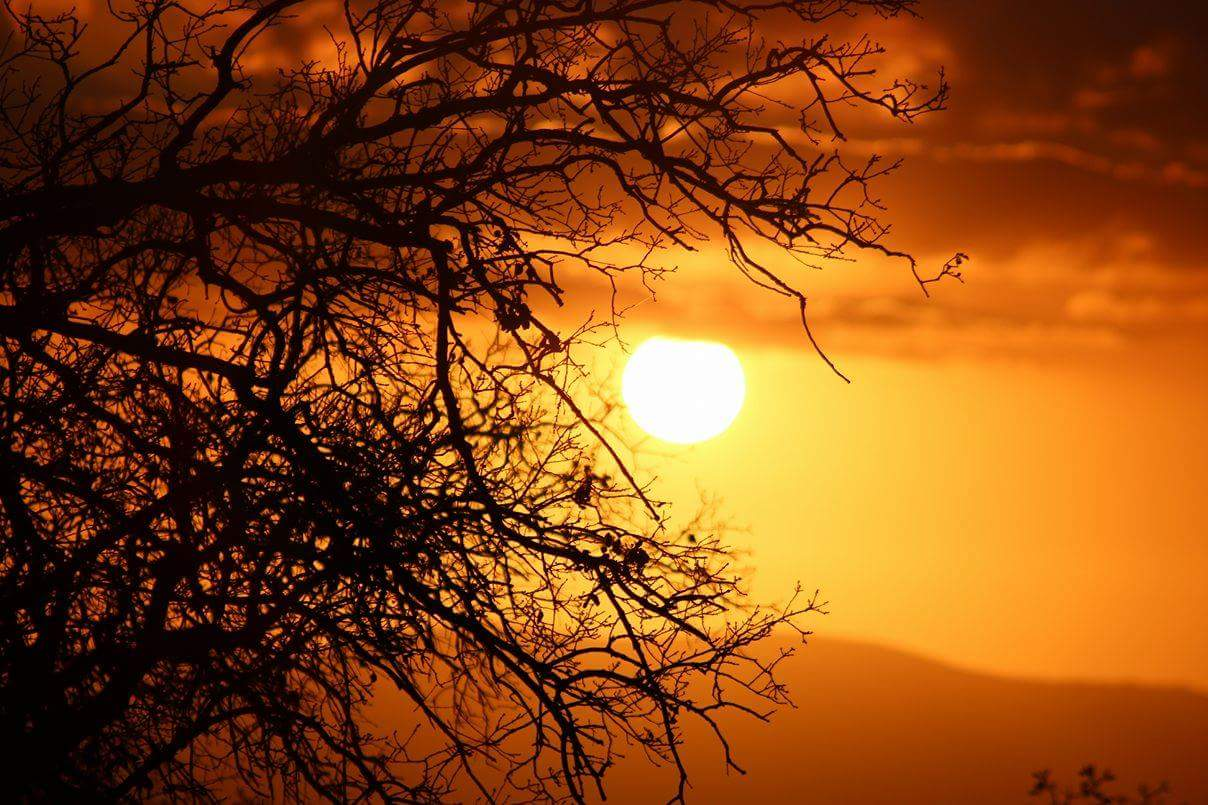